# Nemesia elongata
Nemesia elongata là một loài nhện trong họ Nemesiidae.
Nemesia elongata được miêu tả năm 1873 bởi Simon.